# Banxy
 (novembre 2024).
Banxy, également connue sous le nom de Banxy Banque, est une banque mobile basée en Algérie, lancée en avril 2018. Elle est exploitée par Natixis Algérie, une filiale de Natixis, qui fait partie du groupe français Banque Populaire Caisse d'Épargne (BPCE).
Banxy est la première banque mobile en Algérie et compte plus de 110 000 clients en 2019.
Banxy possède une application mobile, sur iOS et Android, permettant aux utilisateurs d'accéder à une gamme de services bancaires en ligne.
En 2021, l'ensemble formé par Banxy et Natixis Algérie emploie plus de 800 salariés, tout en partageant 28 agences.

## Historique
Banxy a été lancée le 23 avril 2018, marquant une étape importante dans le secteur bancaire algérien en devenant la première banque mobile du pays.
Le modèle de Banxy s'inspire de la néobanque allemande Fidor Bank, rachetée par BPCE en juillet 2016. Banxy possède son propre centre d'appels ouvert 12 heures par jour et 6 jours par semaine.
Banxy offre un panel de services bancaires accessibles via son application mobile, notamment : l'ouverture de compte bancaire à distance, les opérations bancaires, la consultation des soldes et l'historique des comptes.